# John Williams (missionnaire)
Pour les articles homonymes, voir John Williams et Williams.

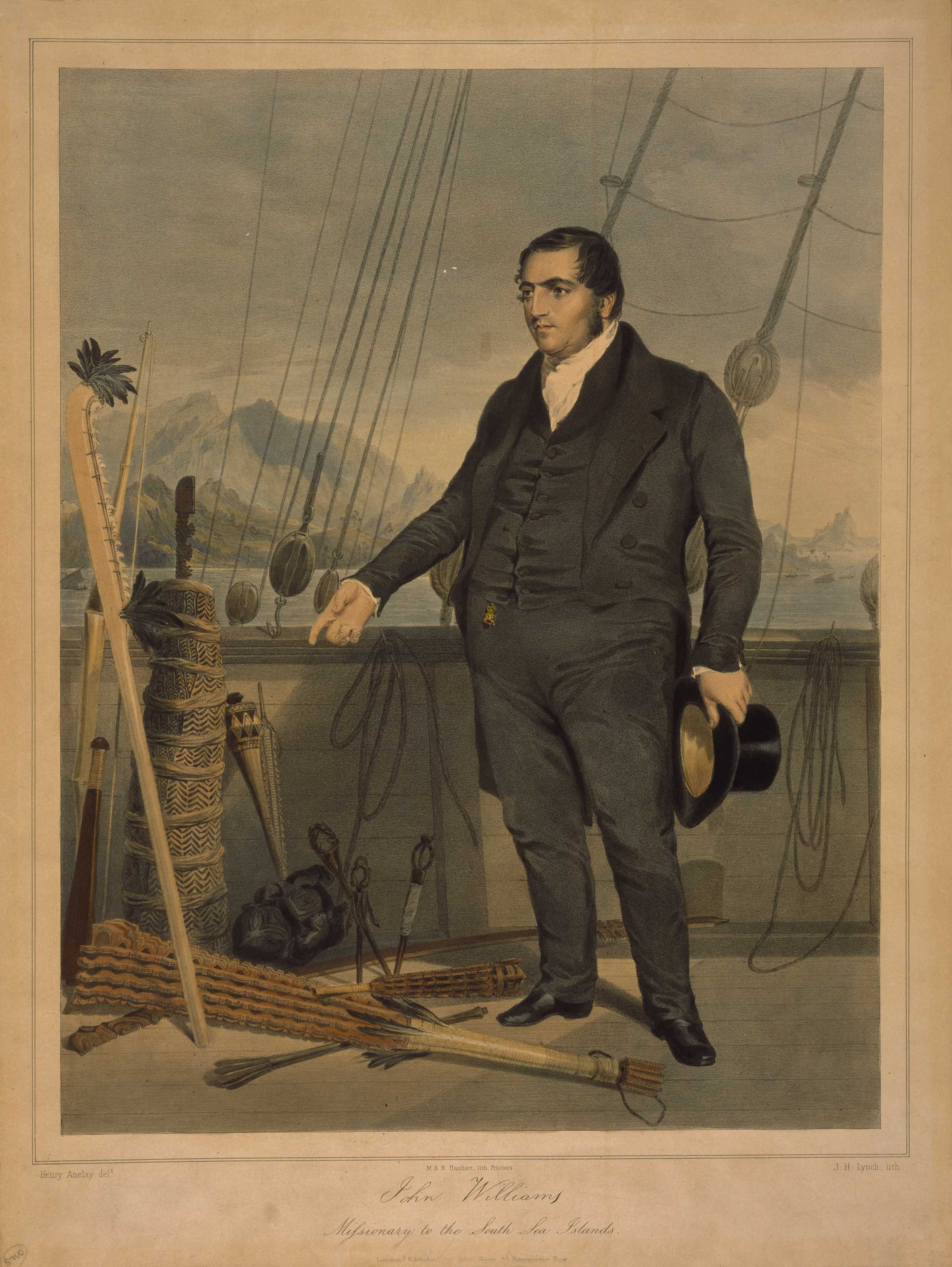
John Williams

John Williams (né à Tottenham le 29 juin 1796 et mort à Erromango le 20 novembre 1839) est un missionnaire britannique.

## Biographie
Issu d'un milieu ouvrier, il entre dans la London Missionary Society en 1816 et est envoyé aux îles de la Société en 1817 avec William Ellis et sa femme.
Installé à Raiatea, il évangélise Aitutaki et Rarotonga et avec le couple Ellis, voyage aux Samoa.
Rentré à Londres en 1834, il y travaille à un dictionnaire de la langue de rarotonga et publie le récit de son voyage, Narrative of Missionary Enterprises in the South Sea Islands. Avec son épouse, Mary Chawner, il repart en Polynésie en 1838 et débarque à Erromango. Il est alors mis à mort par les indigènes.
Son épouse parvient à s'échapper et rentre en Angleterre où elle se vouera à la lutte contre la misère.

## Galerie

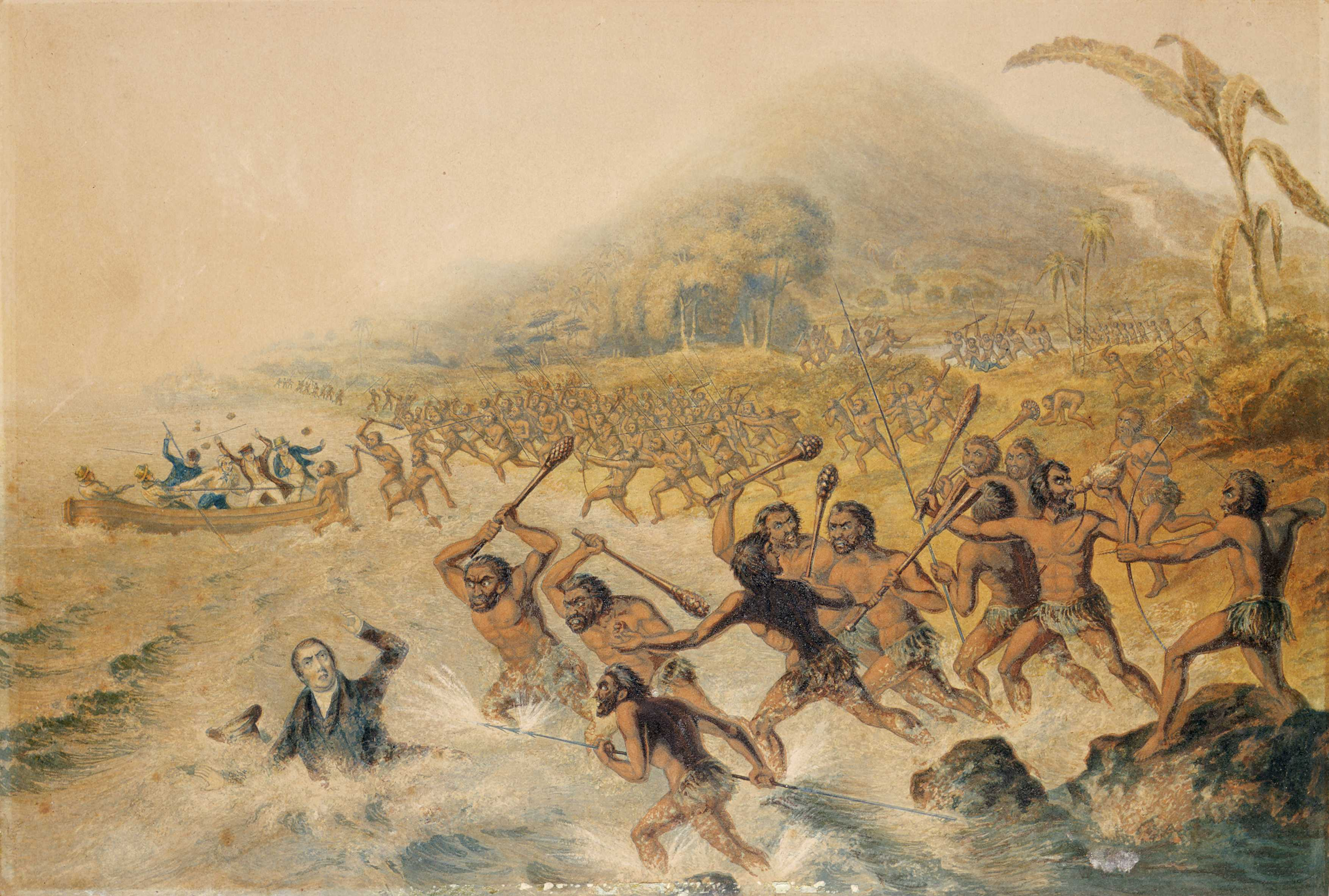
Massacre de John Williams et de Mr. Harris, 1839
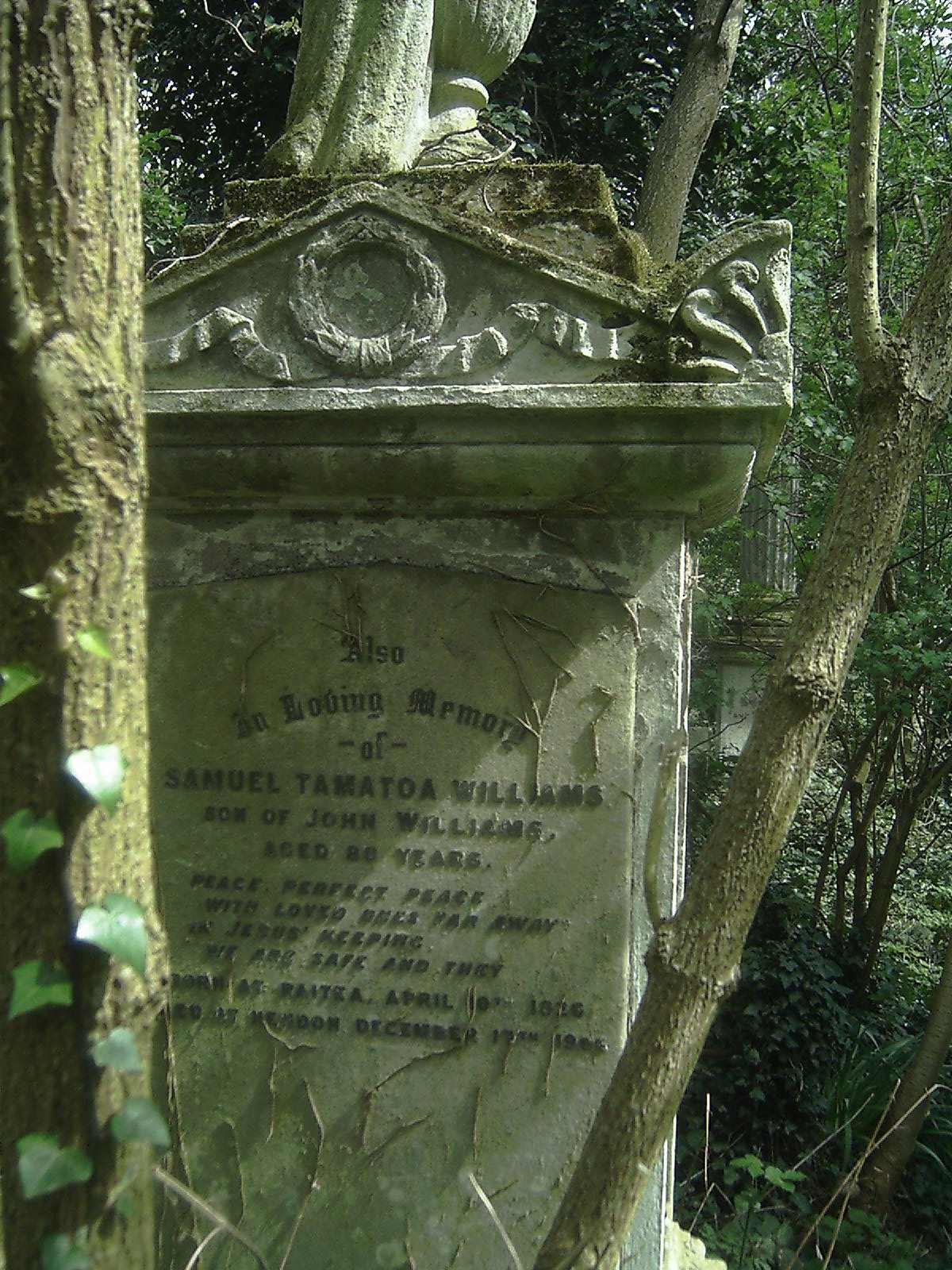
Tombe de Samuel Williams, fils de John